# Via Roma (Palermo)

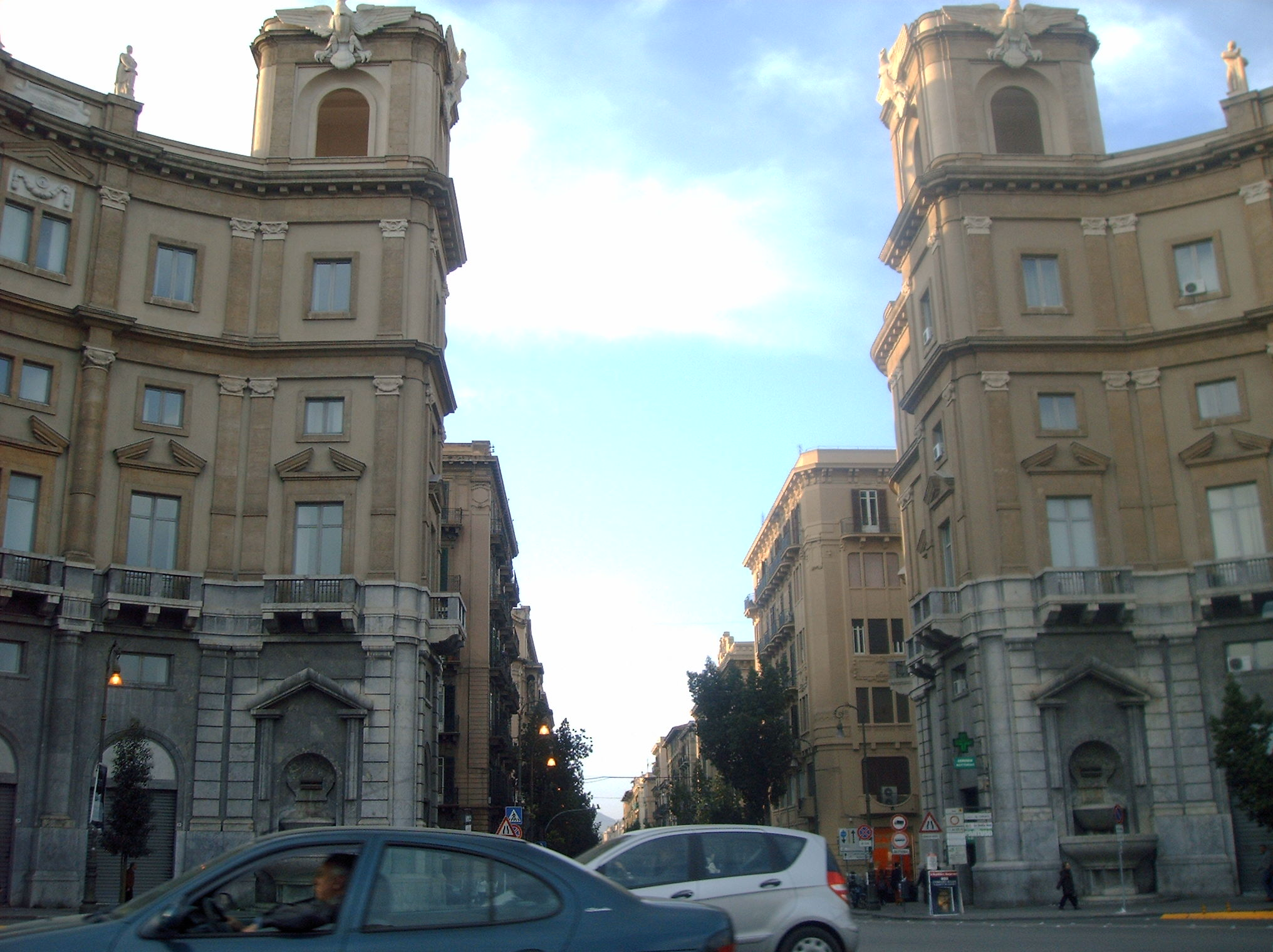
La Entrada monumental de Via Roma.

La Via Roma es una calle de la ciudad de Palermo, Sicilia, Italia.

## La calle
La calle une la Estación Central con el Teatro Politeama cortando las calles de Cassaro y la Piazza San Domenico, donde se encuentra la iglesia homónima. A los lados de la calle se han construido muchos edificios importantes, entre ellos las sedes de varios bancos, el Palazzo delle Poste y el teatro Biondo.

## Historia
Donde ahora está la Via Roma hasta finales del siglo XIX había edificios populares y aquí se encontraban algunos de los barrios más pobres de la ciudad.
Tras la unificación de Italia, la ciudad comenzó un gran período arquitectónico para festejar este evento. En este programa se incluía, entre otras cosas, la construcción del Teatro Massimo y la creación de grandes arterias en el interior de la centro histórico para mejorar la viabilidad. La idea inicial eran cuatro calles que dividieran los Quattro mandamenti en dieciséis, por suerte este proyecto no se realizó sino que se ejecutó solo el de reserva, que preveía la unión de la nueva Estación Central con los nuevos barrios y el Puerto.
Un primer plano redactado por el departamento de urbanismo en 1866, pero no fue puesto en práctica. Mucha más fortuna tendrán los dos planos reguladores de 1884 y 1885, el primero fue firmado por Castiglia, el segundo por Giarrusso.
En particular, el "plano regulador de remodelación” de Felice Giarruso, propone una expansión urbana en torno al centro histórico con calles en ángulo recto. El desarrollo más importante se tiene en dirección norte, a lo largo del eje viario arbolado de Via Libertà, ya trazado en los planos urbanísticos elaborados en los últimos años del gobierno borbónico. En torno a la calle se desarrollarán los barrios burgueses de la ciudad.
La Via Roma nació como la calle que unía la estación de trenes con los nuevos barrios de la ciudad y el puerto. La obra fue impresionante, y contemplaba la demolición de palacios nobiliarios, iglesias, conventos, barrios populares. Fue tan impresionante que necesitó la elaboración de un segundo plano regulador, el "plano de remodelación y ampliación” de 1894, también de Giarrusso.
Para hacer espacio a la nueva calle se modificó la planimetría del centro histórico de Palermo y se perdió irremediablemente patrimonio histórico de la ciudad. El Palazzo Monteleone, el Giardino all'Olivella, el Complesso di Santa Rosalia, el Patio dei Gallinai, la Chiesa di Montesanto, las murallas de Stazzone e Itria son algunos monumentos que solo permanecen en las espléndidas fotografías de la época de Emanuele Giannone y Edoardo Alfano. Además de las obras destruidas, se revolucionó todo el centro histórico: el Piano Imperiale (hoy Piazza San Domenico), el mercado de Vucciria y el barrio de San Giuliano fueron alterados por el gigantesco proyecto urbano. Las calles de la ciudad antigua se dirigen de Poniente a Levante, siguiendo la dirección de la divisoria del agua, es decir, del monte al mar. En su lugar, la nueva se caracteriza por el movimiento transversal de Via Roma.
El modelo en el que se inspira es el París proyectado por el barón Haussmann por órdenes de Napoleón III. Las primeras demoliciones fueron relativamente simples: iglesias abandonadas y antiguos edificios populares. Inmediatamente después de la iglesia de San Antonio Abad, las demoliciones dejaron a la vista la zona Amalfitania y el mercado de Vucciria. La vista de este barrio pobre lleno de suciedad y miseria no gustó a la burguesía de la época:

El espectáculo se consideró indecoroso, y por esta razón se construyó la interminable cortina del Palazzo degli Uffici Comunali
Giorgianni

Esta construcción enorme y 'anómala' tiene forma de un largo pasillo "donde la curva de la Via Maccheronai casi toca la Via Roma." Estas primeras obras de la calle terminaron en 1898.
En 1906 comenzaron las obras de una prolongación de la calle. El trazado preveía una prolongación de la Via Roma desde la Piazza San Domenico hasta la Via Ingham, hecha construir por esta familia inglesa para llegar más fácilmente a su casa desde el norte y desde el mar. Las obtras comenzaron siguiendo las indicaciones de Giarrusso y siguiendo una línea recta. Pero, inmediatamente después de la demolición del gran jardín de Olivella, la calle gira ligeramente. Siguiendo las resoluciones municipales y las indicaciones de la Sovraintendenza alle Belle Arti, a la altura del convento de los jesuitas, las obras se trasladaron algunos metros al nordeste, hacia el mar. El punto de unión con la Via Cavour se trasladó según un nuevo eje diferente. La Via Roma ya no es ‘perfectamente' rectilínea.

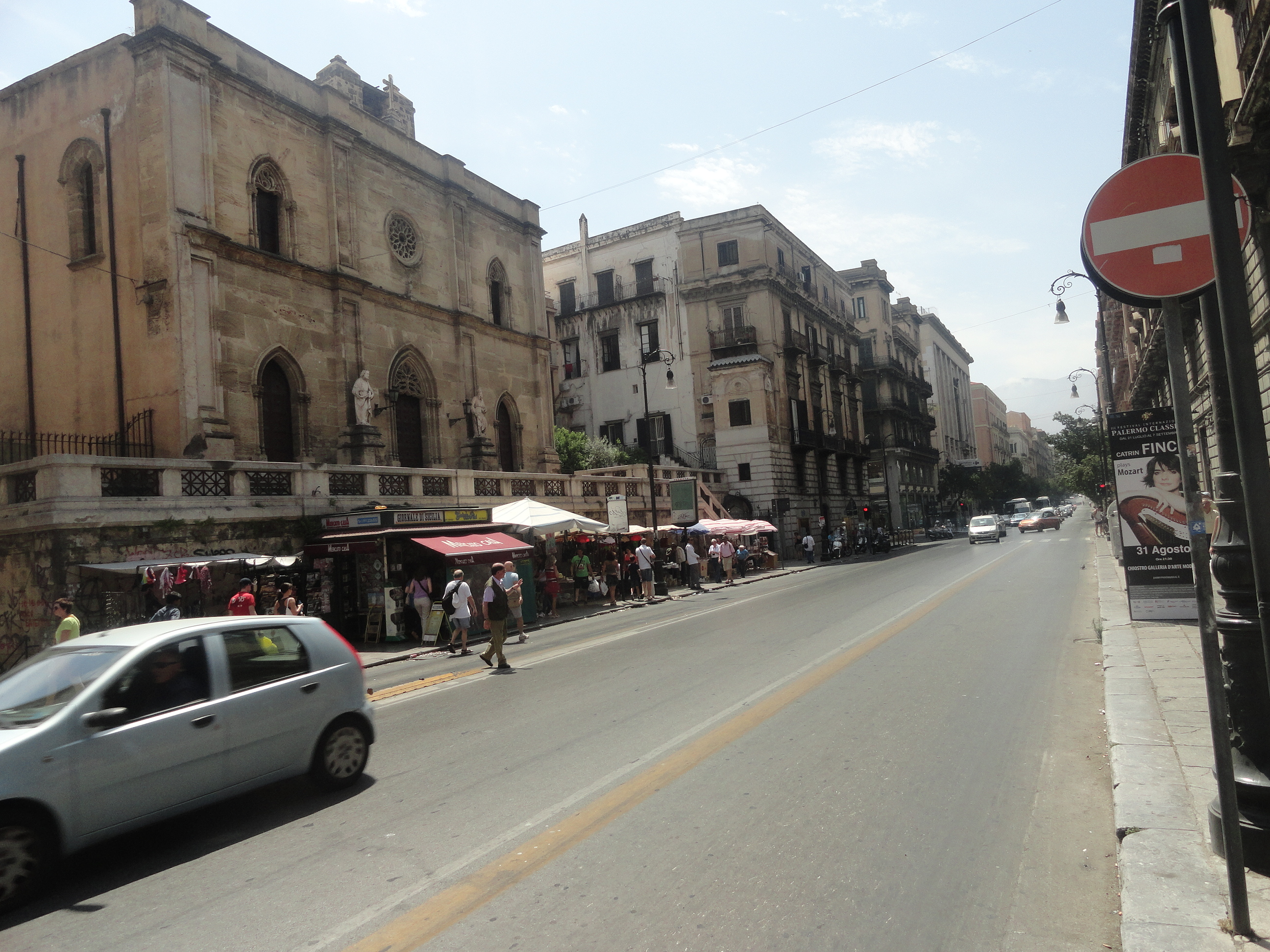
La Via Roma.

Esto provocó inmediatamente un gran escándalo. Giarrusso dimitió y se alejó de las obras, la oposición presentó miles de instancias y se instituyó la primera Comisión Comunal de Investigación. Sin embargo, la Comisión estaba presidida por el mismo alcalde de Palermo, Giuseppe Tasca Lanza y la componían sus asesores y hombres de confianza. Inmediatamente y en 1908 se produjeron nuevas protestas. El Gobierno italiano, muy interesado en actuar como pacificador en la espinosa situación, insituye una Comisión Gubernamental de Investigación. La Comisión se limita a distribuir reprimendas y críticas, imponiendo, como ya se ha dicho, una absolución total.
Vista desde la perspectiva actual, "esta fatal desviación de Via Roma no parece tan terrible. Además, el entusiasmo por la gran arteria de la ciudad, que debía ir recta 'al modo moderno' desde la Piazza Giulio Cesare (donde se encontraba la estación) hasta la Via Cavour, había disminuido grandemente después de las polémicas que surgieron sobre las distribuciones catastrales y las demoliciones."
El tercer tramo se construyó entre 1908 y 1920, con una pausa durante la guerra. El cuarto tramo se construyó en 1922, y dos años después, en 1924, se aprobó el proyecto de una entrada monumental en la Piazza Giulio Cesare, delante de la estación. Sin embargo, el proyecto ganador no se completaría hasta 1932, diez años después, fecha que en cierto sentido marca el final de la gran aventura del corte de Via Roma.
El tercer tramo preveía el trazado de la calle desde la Via Vittorio Emanuele a la Via San Cristoforo. La idea es también, como recuerda Zappulla, construir una cortina de edificios a lo largo de la calle rectilínea que correspondan a la moda y el gusto europeo de la época. Cierto es que las obras producidas "también admitiendo que en las intenciones de los proyectistas hubiera una aspiración a una atenta y creativa investigación proyectual, a menudo no consiguieron los resultados esperados y su ejecución no estuvo a la altura de los edificios y los valores de los diseñadores.”

## Via Roma Nuova
- La Via Isidoro Carini y las sucesivas calles Pasquale Calvi, Generale Carlo Alberto Dalla Chiesa y Marchese di Villabianca son denominadas comúnmente, por la mayor parte de los habitantes de Palermo, Via Roma Nuova porque son la prolongación de la Via Roma desde la Piazza Sturzo.